# Tragia ivohibeensis
Tragia ivohibeensis är en törelväxtart som beskrevs av Jacques Désiré Leandri. Tragia ivohibeensis ingår i släktet Tragia och familjen törelväxter.
Artens utbredningsområde är Madagaskar. Inga underarter finns listade i Catalogue of Life.